# بیکر سیتی (اورگن)
بیکر سیتی (به انگلیسی: BakerCity) شهری در شهرستان بیکر ایالت اورگن است و در سرشماری سال ۲۰۱۱ میلادی، ۹٬۸۲۸ نفر جمعیت داشته که نسبت به سال ۲۰۱۰، ۰٫۶۳ درصد رشد جمعیت داشته‌است.

## موقعیت جغرافیایی
موقعیت جغرافیایی شهرها و مناطق اطراف به شرح زیر است: